# Konstanty Srokowski
Konstanty Srokowski (ur. 6 lutego 1878 w Ostrowie, zm. 19 czerwca 1935 w Truskawcu) – polski działacz liberalno-demokratyczny i publicysta pochodzenia ukraińskiego, poseł do Sejmu Krajowego Galicji X kadencji.

## Życiorys
Był bratem stryjecznym Stanisława Józefa, Stanisława, krewnym Włodzimierza Scholze-Srokowskiego. Ukończył ukraińskie gimnazjum akademickie we Lwowie. Współpracownik wielu polskich gazet we Lwowie, Petersburgu i Krakowie, autor wielu opowiadań i rozpraw, m.in. Opowiadań (1901), W stolicy białego cara (1904), Upadku imperializmu Austrii (1913), Sprawa narodowościowa na kresach wschodnich (1924).
W wyborach z maja z 1914 został wybrany radnym Rady Miejskiej w Krakowie. W 1914 jako przedstawiciel demokratów był członkiem sekcji zachodniej Naczelnego Komitetu Narodowego.
Redaktor „Nowej Reformy” aż do jej likwidacji w 1928. Zajmował krytyczne stanowisko do polskiej polityki narodowościowej na ziemiach białoruskich i ukraińskich.